# 197e division d'infanterie (Empire allemand)
Pour les articles homonymes, voir 197e division d'infanterie.
La 197e division d'infanterie est une unité de l'armée allemande créée en 1916 qui participe à la Première Guerre mondiale aux combats sur le front de l'est lors de l'offensive Broussilov, puis en 1917 lors de l'offensive Kerenski.
En février 1918, la division est transférée sur le front de l'ouest ; puis, après un temps d'instruction, elle est engagée dans la bataille de l'Aisne. Elle participe ensuite aux combats défensifs durant l'été en Lorraine puis dans l'Oise avant d'être dissoute au cours du mois d'octobre 1918.

## Première Guerre mondiale

### Composition

#### 1916
- 210e brigade d'infanterie

273e régiment d'infanterie de réserve
7e régiment de jägers de recrutement saxon
32e régiment de landwehr
- 2e escadron du 14e régiment d'uhlans (de)
- artillerie

261e régiment d'artillerie de campagne
262e régiment d'artillerie de campagne

#### 1917
- 210e brigade d'infanterie

273e régiment d'infanterie de réserve
7e régiment de jägers de recrutement saxon
32e régiment de landwehr
- 2e escadron du 14e régiment d'uhlans
- 197e commandement divisionnaire d'artillerie

261e régiment d'artillerie de campagne
- 197e bataillon de pionniers

#### 1918
- 210e brigade d'infanterie

273e régiment d'infanterie de réserve
7e régiment de jägers de recrutement saxon
23e régiment d'ersatz
- 2e escadron du 14e régiment d'uhlans
- 197e commandement divisionnaire d'artillerie

261e régiment d'artillerie de campagne
- 197e bataillon de pionniers

### Historique
La division est formée du 273e régiment de réserve à 3 bataillons respectivement issus du 362e régiment d'infanterie (4e division de remplacement (en)), du 368e régiment d'infanterie (10e division de remplacement (en)) et du 130e régiment de réserve (33e division de réserve) ; du 7e régiment de jäger (18e bataillon de jäger, 25e et 26e bataillon de jäger) ; du 32e régiment de landwehr.

#### 1916
- août : formation sur le front de l'est avec l'arrivée d'éléments de France. Rattachée à la 2e armée austro-hongroise de Böhm-Ermolli, la division est engagée dans des combats défensifs très violents lors de l'Offensive Broussilov[1] dans le secteur de Zboriv au nord-ouest de Ternopil[n 1].

septembre 1916 - juin 1917 : la division organise et occupe un secteur de front dans la région de Zolotchiv.

#### 1917
- juillet : engagée dans les combats défensifs lors de l'Offensive Kerenski avec de fortes pertes[1]. À partir du 19 juillet, engagée dans la contre-offensive allemande qui repousse les troupes russes.
- août : retrait du front, repos.
- septembre 1917 - février 1918 : mouvement vers le front, occupation d'un secteur dans la région de Terebovlia. Au cours de cette période, le 32e régiment de landwehr est remplacé par le 28e régiment d'ersatz[1].

#### 1918
- février - 27 mai : transport par V.F. sur le front de l'ouest. Repos et instruction aux techniques de combat défensif dans la région de Marchais. Occupation d'un secteur sur le Chemin des Dames.
- 27 mai - 8 juin : engagée dans la bataille de l'Aisne, après avoir laissé passer les divisions d'attaques. À partir du 31 mai, la division passe en première ligne et combat dans la région de Château-Thierry. Violents combats avec la 2e division d'infanterie US autour de Veuilly-la-Poterie[1].
- 8 - 23 juin : retrait du front, repos.
- 23 juin - 1er août : mouvement de rocade, relève de la 15e division d'infanterie bavaroise (de) occupation d'un secteur calme en Champagne dans la région d'Ormes[2].
- 1er - 15 août : retrait du front, repos.
- 15 août - 10 septembre : mouvement de rocade, renforcement du front en Picardie dans la région de Noyon.
- 10 - 19 septembre : retrait du front, repos.
- 19 septembre - 19 octobre : mouvement vers le front, combat au nord de Gricourt, repli défensif en direction de Seboncourt. La division est retirée du front puis dissoute. Les 273e régiment et 28e régiment d'ersatz sont dissous, le 7e régiment de jäger est transféré à la 241e division d'infanterie[2].

## Chefs de corps
| Grade        | Nom                               | Date                          |
| ------------ | --------------------------------- | ----------------------------- |
| Generalmajor | Karl Wilhelmi                     | 4 août 1916 - 12 juillet 1918 |
| Generalmajor | Georg Dietrich von Alt-Sutterheim | 13 juillet - 22 octobre 1918  |